# Мотивированное слово
Мотиви́рованное сло́во (также дериват (лат. derivatum — производное); производное слово, вторичное слово) — одно из главных, исходных понятий словообразования, обозначающее слово, произведённое от какого-либо другого слова или словосочетания: лёд → ледник, ледяной, обледенеть; колоть лёд → ледокол; голый лёд → гололёд, гололедица и тому подобных. Находится в отношениях словообразовательной мотивации с однокоренными мотивирующими (исходными, первичными) словами.
Самой характерной особенностью мотивированных слов (основным следствием их производности от других слов) является их семантическая мотивированность: значение мотивированных слов обусловлено значением мотивирующих слов и, как правило, отражено в их структуре. Мотивированные слова называют также словами с двойной референцией: они соотносятся как с предметами реального мира, так и с мотивирующими их словами.
Мотивированные слова, как правило, характеризуются усложнённой структурой: кроме корня, в их структуру обычно входит ещё какой-либо словообразовательный аффикс.
Мотивированное и мотивирующие слова образуют словообразовательную пару.
С позиции мотивированности, или производности все слова языка можно разделить на мотивированные и немотивированные (производные и непроизводные).
В исследованиях по словообразованию встречаются два подхода к понятиям «мотивация» и «производность», «мотивированное слово» и «производное слово». Первый подход подразумевает отождествление этих понятий. Второй подход предполагает разграничивать эти понятия. На различия в значениях «мотивированное слово» и «производное слово», связанных с различиями отношений «мотивация» и «производность» в языкознании указывают, в частности, Т. А. Гридина и Н. И. Коновалова: в диахроническом плане функционально значимым является термин «производность», а при синхронном — «мотивированность». Ю. С. Маслов отмечал при этом, что значения мотивированности и производности совпадают только при синхронном подходе (мотивированным является слово, рядом с которым в эту же эпоху существует связанное с ним формально и семантически другое слово).